# Osiedle 3 Maja (Wyszków)
Osiedle 3 Maja – osiedle w zachodniej części Wyszkowa (województwo mazowieckie).
Osiedle bloków wielorodzinnych położone między ulicami 3 Maja, Stefana Okrzei i Tadeusza Kościuszki. Na terenie osiedla znajduje się kościół pw. Najświętszej Maryi Panny Częstochowskiej oraz Obelisk Wazów z II połowy XVII wieku. 